# 팻 티베리
패트릭 조셉 티베리(Patrick Joseph Tiberi, 1962년 10월 21일 ~ )는 미국의 정치인이다.

## 학력
- 오하이오 주립 대학교 인문사회 학사

## 경력
- 1993.01 ~ 2000.12 제120·121·122·123대 오하이오 제26선거구 하원의원
- 2001.01 ~ 2018.01 제107·108·109·110·111·112·113·114·115대 미국 오하이오주 제12구 연방하원의원

## 역대 선거 결과
| 선거명      | 직책명                         | 대수  | 정당   | 득표율  | 득표수    | 결과 | 당락                     |
| ----------- | ------------------------------ | ----- | ------ | ------- | --------- | ---- | ------------------------ |
| 1992년 선거 | 하원의원 (오하이오 제26선거구) | 120대 | 공화당 | 0%      | 표        | 1위  | 오하이오 주의원 당선     |
| 1994년 선거 | 하원의원 (오하이오 제26선거구) | 121대 | 공화당 | 0%      | 표        | 1위  | 오하이오 주의원 당선     |
| 1996년 선거 | 하원의원 (오하이오 제26선거구) | 122대 | 공화당 | 69.41%  | 27,744표  | 1위  | 오하이오 주의원 당선     |
| 1998년 선거 | 하원의원 (오하이오 제26선거구) | 123대 | 공화당 | 100.00% | 22,132표  | 1위  | 오하이오 주의원 당선     |
| 2000년 선거 | 하원의원 (오하이오 제8선거구)  | 107대 | 공화당 | 52.87%  | 139,242표 | 1위  | 오하이오주 하원의원 당선 |
| 2002년 선거 | 하원의원 (오하이오 제8선거구)  | 108대 | 공화당 | 64.39%  | 116,982표 | 1위  | 오하이오주 하원의원 당선 |
| 2004년 선거 | 하원의원 (오하이오 제8선거구)  | 109대 | 공화당 | 61.96%  | 198,912표 | 1위  | 오하이오주 하원의원 당선 |
| 2006년 선거 | 하원의원 (오하이오 제8선거구)  | 110대 | 공화당 | 57.30%  | 145,943표 | 1위  | 오하이오주 하원의원 당선 |
| 2008년 선거 | 하원의원 (오하이오 제8선거구)  | 111대 | 공화당 | 54.79%  | 197,408표 | 1위  | 오하이오주 하원의원 당선 |
| 2010년 선거 | 하원의원 (오하이오 제8선거구)  | 112대 | 공화당 | 55.79%  | 150,163표 | 1위  | 오하이오주 하원의원 당선 |
| 2012년 선거 | 하원의원 (오하이오 제8선거구)  | 113대 | 공화당 | 63.47%  | 233,869표 | 1위  | 오하이오주 하원의원 당선 |
| 2014년 선거 | 하원의원 (오하이오 제8선거구)  | 114대 | 공화당 | 68.11%  | 150,573표 | 1위  | 오하이오주 하원의원 당선 |
| 2016년 선거 | 하원의원 (오하이오 제8선거구)  | 115대 | 공화당 | 66.56%  | 251,266표 | 1위  | 오하이오주 하원의원 당선 |

## 참고 자료
- 위키미디어 공용에 팻 티베리 관련 미디어 분류가 있습니다.